# Buzău
Buzău (trước đây viết là Buzeu hay Buzĕu; phát âm tiếng Romania: [buˈzəw] ⓘ; tiếng Đức: Busäu, tiếng Hungary: Bodzavásár, tiếng Thổ Nhĩ Kỳ: Boze) là hạt lỵ của hạt Buzău, România, nằm trong vùng lịch sử Muntenia. Nó tọa lạc gần bờ đông của sông Buzău, giữa dãy núi Karpat và đồng bằng Bărăgan đất thấp.